# ハミト・アルトゥントップ
ハミト・アルトゥントップ（Hamit Altıntop, 1982年12月8日 - ）は、ドイツ・ゲルゼンキルヒェン出身の元サッカー選手。元トルコ代表。現役時代のポジションはミッドフィールダー。

## 経歴

### クラブ
1997年に地元のSGヴァッテンシャイトの下部組織に入団し、2000年に弟ハリルと共にトップチームに昇格した。

#### シャルケ04
2003年夏にはブンデスリーガ（1部）のシャルケ04に引き抜かれ、2003-04シーズン開幕戦のボルシア・ドルトムント戦で移籍後初得点を決めるなど即座に頭角を現した。移籍当初は守備的ミッドフィールダーとしてプレーした。2006年夏にはハリルがカイザースラウテルンからシャルケ04に加入し、3年ぶりに同じクラブに所属することになった。2006-07シーズンはシュトゥットガルトと勝ち点2差の2位でシーズンを終えた。

#### バイエルン・ミュンヘン
2007年夏にシャルケ04との契約が満了したため、移籍金なしでバイエルン・ミュンヘンに移籍した。ブラジル王者のサンパウロFCとのプレシーズンマッチ (2-1) でデビューし、素晴らしいフリーキックで移籍後初得点も決めた。DFLリーガポカールのヴェルダー・ブレーメン戦 (4-1) でも先発出場し、30mの距離から左足でミドルシュートを決めた。2008年2月14日にはUEFAカップのアバディーン戦ファーストレグ (2-2) に出場し、ペナルティキックをGKジェイミー・ラングフィールドにセーブされたものの、跳ね返りをゴールに押し込んだ。2009-10シーズンはチャンピオンズリーグで決勝まで勝ち上がり、2010年5月22日の決勝ではマドリードのエスタディオ・サンティアゴ・ベルナベウでインテルと対戦した。ハミトはこの試合に左サイドハーフとして先発出場したが、63分にミロスラフ・クローゼと交代し、試合には0-2で敗れた。2010年6月2日、バイエルン・ミュンヘンとの1年間の契約延長で合意した。

#### レアル・マドリード
2011年夏にバイエルン・ミュンヘンとの契約が満了し、2011年5月19日にスペイン・リーガ・エスパニョーラのレアル・マドリードと4年契約を結んだ。

#### ガラタサライ
レアル・マドリードでは出場機会があまり訪れず、2012年7月13日、母国トルコ・スュペルリグのガラタサライSKに4年契約で移籍。

### 代表
EURO2008の出場メンバーに選出され、5試合全てに出場した。ファティ・テリム監督にグループリーグ最初から2試合で右サイドバックとして起用されたが、グループリーグ3戦目からはミッドフィールダーの位置に戻った。グループリーグのチェコ戦では3得点全てをアシストし、準々決勝のクロアチア戦ではPK戦の3番手としてペナルティキックを決めた。このクロアチア戦ではマン・オブ・ザ・マッチに選ばれ、準決勝進出の原動力となった。大会後には欧州サッカー連盟 (UEFA) 選出のチーム・オブ・ザ・トーナメント (23人) に選ばれた。2011年1月、EURO2012予選・カザフスタン戦のボレーシュートでFIFAプスカシュ賞を受賞した。同年3月30日のオーストリア戦では、初めてトルコ代表のキャプテンを務めた。

## 人物
同じくサッカー選手のハリル・アルトゥントップは双子の弟である。

## 個人成績

### クラブでの出場記録
| クラブ成績 | クラブ成績               | クラブ成績             | リーグ | リーグ | カップ      | カップ      | リーグ杯 | リーグ杯 | 国際大会   | 国際大会   | 通算 | 通算 |
| シーズン   | クラブ                   | リーグ                 | 出場   | 得点   | 出場        | 得点        | 出場     | 得点     | 出場       | 得点       | 出場 | 得点 |
| ドイツ     | ドイツ                   | ドイツ                 | リーグ | リーグ | DFBポカール | DFBポカール | リーグ杯 | リーグ杯 | ヨーロッパ | ヨーロッパ | 通算 | 通算 |
| ---------- | ------------------------ | ---------------------- | ------ | ------ | ----------- | ----------- | -------- | -------- | ---------- | ---------- | ---- | ---- |
| 2000-01    | SGヴァッテンシャイト     | レギオナルリーガ       | 11     | 1      | —           | —           | —        | —        | —          | —          | 11   | 1    |
| 2001-02    | SGヴァッテンシャイト     | レギオナルリーガ       | 31     | 4      | —           | —           | —        | —        | —          | —          | 31   | 4    |
| 2002-03    | SGヴァッテンシャイト     | レギオナルリーガ       | 33     | 7      | —           | —           | —        | —        | —          | —          | 33   | 7    |
| 2003-04    | シャルケ04               | ブンデスリーガ         | 30     | 5      | 0           | 0           | —        | —        | 3          | 1          | 33   | 5    |
| 2003-04    | シャルケ04II             | レギオナルリーガ       | 1      | 0      | —           | —           | —        | —        | 0          | 0          | 1    | 0    |
| 2004-05    | シャルケ04               | ブンデスリーガ         | 30     | 0      | 6           | 1           | —        | —        | 8          | 0          | 44   | 1    |
| 2005-06    | シャルケ04               | ブンデスリーガ         | 22     | 1      | 2           | 0           | 2        | 0        | 9          | 1          | 35   | 2    |
| 2006-07    | シャルケ04               | ブンデスリーガ         | 31     | 2      | 2           | 0           | 2        | 0        | 2          | 0          | 37   | 2    |
| 2007-08    | バイエルン・ミュンヘン   | ブンデスリーガ         | 23     | 3      | 5           | 1           | 3        | 1        | 9          | 3          | 40   | 8    |
| 2008-09    | バイエルン・ミュンヘン   | ブンデスリーガ         | 11     | 2      | 3           | 0           | —        | —        | 4          | 0          | 18   | 2    |
| 2008-09    | バイエルン・ミュンヘンII | ドリッテリーガ         | 1      | 0      | —           | —           | —        | —        | —          | —          | 1    | 0    |
| 2009-10    | バイエルン・ミュンヘン   | ブンデスリーガ         | 15     | 0      | 5           | 1           | —        | —        | 6          | 0          | 26   | 1    |
| 2010-11    | バイエルン・ミュンヘン   | ブンデスリーガ         | 14     | 2      | 3           | 0           | —        | —        | 7          | 0          | 24   | 2    |
| スペイン   | スペイン                 | スペイン               | リーグ | リーグ | 国王杯      | 国王杯      | リーグ杯 | リーグ杯 | ヨーロッパ | ヨーロッパ | 通算 | 通算 |
| 2011-12    | レアル・マドリード       | リーガ・エスパニョーラ | 5      | 1      | 3           | 0           | —        | —        | 4          | 0          | 12   | 1    |
| 通算       | ドイツ                   | ドイツ                 | 253    | 27     | 26          | 2           | 7        | 1        | 48         | 5          | 334  | 35   |
| 通算       | スペイン                 | スペイン               | 5      | 1      | 3           | 0           | —        | —        | 4          | 0          | 12   | 1    |
| 総通算     | 総通算                   | 総通算                 | 258    | 28     | 29          | 2           | 7        | 1        | 52         | 5          | 346  | 36   |

### 代表での得点
| #  | 日時          | 場所           | 対戦相手     | スコア | 最終結果 | 大会               |
| -- | ------------- | -------------- | ------------ | ------ | -------- | ------------------ |
| 1. | 2007年3月28日 | フランクフルト | ノルウェー   | 1-2    | 2-2      | UEFA EURO 2008予選 |
| 2. | 2007年3月28日 | フランクフルト | ノルウェー   | 2-2    | 2-2      | UEFA EURO 2008予選 |
| 3. | 2009年8月12日 | キエフ         | ウクライナ   | 0-3    | 0-3      | 親善試合           |
| 4. | 2010年3月3日  | イスタンブール | ホンジュラス | 2-0    | 2-0      | 親善試合           |
| 5. | 2010年9月3日  | アスタナ       | カザフスタン | 0-2    | 0-3      | UEFA EURO 2012予選 |
| 6. | 2010年9月7日  | イスタンブール | ベルギー     | 1-1    | 3-2      | UEFA EURO 2012予選 |
| 7. | 2012年5月24日 | ザルツブルク   | ジョージア   | 0-1    | 1-3      | 親善試合           |

## タイトル

### クラブ
シャルケ04
- DFLリーガポカール : 2005

バイエルン・ミュンヘン
- DFLリーガポカール : 2007
- ブンデスリーガ : 2007-08, 2009-10
- DFBポカール : 2008, 2010
- DFLスーパーカップ : 2010

レアル・マドリード
- プリメーラ・ディビシオン : 2011-12

ガラタサライ
- スュペル・リグ : 2012-13, 2014-15
- テュルキエ・クパス : 2013-14, 2014-15
- テュルキエ・スュペル・クパス : 2012, 2013, 2015

### 個人
- UEFA EURO 2008 チーム・オブ・ザ・トーナメント
- UEFA EURO 2008 マン・オブ・ザ・マッチ : クロアチア戦
- FIFAプスカシュ賞 : 2010 (カザフスタン戦でのボレーシュート)